# William Braido
William Braido (* 18. März 1992) ist ein brasilianischer Leichtathlet, der sich auf das Kugelstoßen spezialisiert hat.

## Sportliche Laufbahn
Erste internationale Erfahrungen sammelte William Braido im Jahr 2011, als er bei den Juniorensüdamerikameisterschaften in Medellín mit einer Weite von 18,42 m die Silbermedaille mit der 6-kg-Kugel gewann. Im Jahr darauf belegte er bei den Ibero-Amerikanischen Meisterschaften in Barquisimeto mit 18,85 m den vierten Platz und gewann anschließend mit 18,85 m die Silbermedaille bei den U23-Südamerikameisterschaften in São Paulo hinter seinem Landsmann Darlan Romani. 2014 nahm er an den Südamerikaspielen in Santiago de Chile teil und belegte dort mit 17,53 m den vierten Platz, ehe er bei den U23-Südamerikameisterschaften in Montevideo mit 18,98 m die Goldmedaille gewann. 2021 wurde er dann bei den Südamerikameisterschaften in Guayaquil mit 19,19 m Vierter.

## Persönliche Bestweiten
- Kugelstoßen: 20,01 m, 26. September 2020 in Campinas